# Бозанич, Йосип
Йосип Бозанич (хорв. Josip Bozanić; род. 20 марта 1949, Риека, Югославия) — хорватский кардинал. Коадъютор епископа Крка с 10 мая по 14 ноября 1989. Епископ Крка с 14 ноября 1989 по 5 июля 1997. Администратор архидиоцеза Риека-Сень с 5 июня по 22 ноября 1996. Архиепископ Загреба и примас Хорватии с 5 июля 1997 по 15 апреля 2023. Кардинал-священник с титулом церкви Сан-Джироламо-деи-Кроати с 21 октября 2003.

## Ранняя жизнь и образование
Йосип Бозанич родился 20 марта 1949 года, в Риеке, Югославия (Хорватия), в семье фермеров Ивана Бозанича и Динки Валкович. Его брат Антун стал священником; член его семьи, Бартул Бозанич, был епископом Крка с 1839 года по 1854 год.
Учился в младшей семинарии Пазина (с классической школой грамматики) и на богословских факультетах Риеки и Загреба, где он получил степень магистра богословия. Продолжил образование в Папском Григорианском университете в Риме (1979—1985, лиценциат по догматическому богословию), а также в Папском Латеранском университете (лиценциат по каноническому праву).

## Священник
Рукоположён в священники 29 июня 1975 года, в Крке, епископом Крка Кармело Зазиновичем, у которого Бозанич служил тогда личным секретарём до 1976 года.
В 1976—1978 годах служил приходским священником, затем обучался в Риме.
По возвращении в Югославию, служил канцлером епархиальной курии (1986—1987) и генеральным викарием (1987—1989) епархии Крка. Также преподавал догматическое богословие и каноническое право в Богословском институте Риеки с 1988 года по 1997 год.

## Епископ
10 мая 1989 года был назначен папой римским Иоанном Павлом II коадъютором епископа Крка. Епископская хиротония состоялась 25 июня 1989 года в загребском соборе Вознесения Девы Марии. Возглавлял хиротонию кардинал Франьо Кухарич — архиепископ Загреба, которому помогали и сослужили архиепископ Риеки-Сеня Йосип Павлишич и епископ Крка Кармело Зазинович. Позднее Божанич стал преемником Зазиновича на кафедре Крка после отставки последнего 14 ноября 1989 года.
Краткий период с 5 июня по 22 ноября 1996 года служил апостольским администратором архиепархии Риеки-Сеня. 5 июля 1997 года был назван восьмым архиепископом Загреба. Он также был председателем конференции хорватских епископов между 1997 и 2007 годами и вице-председателем Совета конференций европейских епископов между 2001 и 2006 годами.

## Кардинал
Возведён Иоанном Павлом II в кардиналы-священники с титулом церкви Сан-Джироламо-деи-Кроати на консистории от 21 октября 2003 года. Был одним из кардиналов-выборщиков, которые участвовали в Папском Конклаве 2005 года, который избрал папу римского Бенедикта XVI.
В рамках Римской Курии состоит в Конгрегации Богослужения и Дисциплины Таинств, Папском Совете по делам мирян и Специальном Совете по Европе Генерального секретариата Синода епископов.
Участник Конклава 2013 года, где был избран папа Франциск.
15 апреля 2023 года Папа Франциск принял представленную Йосипом Бозаничем отставку с поста архиепископа Загреба. Его преемником стал Дражен Кутлеша, архиепископ-коадъютор той же архиепархии.
Участник Конклава 2025 года, где был избран папа Лев XIV.